# Stulln
Stulln é um município da Alemanha, situado no distrito de Schwandorf, no estado da Baviera. Tem 15,52 km² de área, e sua população em 2019 foi estimada em 1.647 habitantes.